# Juan Ramón Jara
Juan Ramón Jara (n. 6 de agosto de 1970, Asunción, Paraguay) es un exfutbolista paraguayo. Se desempeñaba como defensor, principalmente como lateral por izquierda, y su primer club fue el Club Olimpia. También actuó en la Selección Paraguaya.

## Carrera
Luego de integrar el equipo nacional en etapas juveniles de Olimpia, Jara debutó oficial en Primera División con la casaca del Club Deportivo Municipal de Perú, comandado por el técnico paraguayo César Cubilla. Luego regresó a Olimpia y participó del título obtenido en la Liga Paraguaya en 1993, jugando durante la primera mitad del certamen. Pasó a Rosario Central a mediados de dicho año; en el cuadro canalla cumplió dos temporadas en la que fue su primera etapa en el club. Disputó el segundo semestre de 1995 con Independiente, club con el que se coronó en la Supercopa Sudamericana. Luego de un paso por Colón, retornó a Central, donde jugó por dos años y medio más, totalizando 109 partidos jugados y 4 goles. Tras jugar por Cerro Porteño, volvió a Olimpia en 2001. Se consagró campeón de la Copa Libertadores 2002 con el Decano, y disputó a fin de año la final por la Copa Intercontinental 2002 ante Real Madrid (derrota 0-2).
Prosiguió su carrera por diversos clubes, cerrándola en 12 de Octubre de Santo Domingo, club del fútbol de ascenso paraguayo.

## Clubes
| Club                           | País      | Año       |
| ------------------------------ | --------- | --------- |
| Olimpia                        | Paraguay  | 1988-1989 |
| Deportivo Municipal            | Perú      | 1989-1990 |
| Olimpia                        | Paraguay  | 1991-1993 |
| Rosario Central                | Argentina | 1993-1995 |
| Independiente                  | Argentina | 1995      |
| Colón                          | Argentina | 1996      |
| Rosario Central                | Argentina | 1997-1999 |
| Cerro Porteño                  | Paraguay  | 2000      |
| Olimpia                        | Paraguay  | 2002      |
| Emelec                         | Ecuador   | 2003      |
| Nueva Chicago                  | Argentina | 2003-2004 |
| Nacional                       | Paraguay  | 2004      |
| 3 de Febrero                   | Paraguay  | 2005      |
| Sol de América                 | Paraguay  | 2006      |
| Portuguesa                     | Venezuela | 2007      |
| 12 de Octubre de Santo Domingo | Paraguay  | 2008      |

## Selección Paraguaya
Totalizó 21 partidos en la Selección Paraguaya. Disputó los Juegos Olímpicos de Barcelona 1992, la Copa América 1993, Copa América 1995 y Copa América 1997.

### Participaciones en la selección
| Copa                               | Sede          | Resultado   | PJ | Goles |
| ---------------------------------- | ------------- | ----------- | -- | ----- |
| Juegos Olímpicos de Barcelona 1992 | España        | 6° puesto   | 4  | 0     |
| Amistosos                          | Sin sede fija | N/C         | 7  | 0     |
| Copa América 1993                  | Ecuador       | 4° de final | 1  | 0     |
| Copa América 1995                  | Uruguay       | 4° de final | 3  | 0     |
| Copa América 1997                  | Bolivia       | 4° de final | 3  | 0     |
| Eliminatorias Mundialistas         | Sin sede fija | N/C         | 3  | 0     |

## Palmarés

### Campeonatos internacionales
| Título                 | Equipo        | País      | Año  |
| ---------------------- | ------------- | --------- | ---- |
| Supercopa Sudamericana | Independiente | Argentina | 1995 |
| Copa Libertadores      | Olimpia       | Paraguay  | 2002 |

### Campeonatos nacionales
| Título                       | Equipo  | País     | Año  |
| ---------------------------- | ------- | -------- | ---- |
| Primera División de Paraguay | Olimpia | Paraguay | 1993 |